# Thistle League 1987
La Thistle League 1987 è stata la 1ª edizione dell'omonimo torneo di football americano.

## Squadre partecipanti
| Club                 | Città     | Stadio | Sponsor ufficiale | Risultato nella stagione 1986 |
| -------------------- | --------- | ------ | ----------------- | ----------------------------- |
| Barrhead Redhawks    | Barrhead  |        |                   |                               |
| Capital Clansmen     | Edimburgo |        |                   |                               |
| Dundee Whalers       | Dundee    |        |                   |                               |
| Fife 49ers           | Kirkcaldy |        |                   |                               |
| Ness Monsters        | Inverness |        |                   |                               |
| Strathmore Scorpions | Arbroath  |        |                   |                               |

## Stagione regolare

### Calendario

#### 1ª giornata
| 19 aprile 1987 | Fife 49ers | 14 – 43 | Dundee Whalers |  |

#### 2ª giornata
| 3 maggio 1987 | Barrhead Redhawks | 0 – 60 | Dundee Whalers |  |

| 3 maggio 1987 | Strathmore Scorpions | 30 – 12 | Ness Monsters |  |

#### 3ª giornata
| 10 maggio 1987 | Fife 49ers | 32 – 14 | Capital Clansmen |  |

#### 4ª giornata
| 17 maggio 1987 | Ness Monsters | 36 – 6 | Barrhead Redhawks |  |

| 17 maggio 1987 | Strathmore Scorpions | 12 – 28 | Fife 49ers |  |

#### 5ª giornata
| 24 maggio 1987 | Fife 49ers | 49 – 8 | Barrhead Redhawks |  |

| 24 maggio 1987 | Dundee Whalers | 44 – 6 | Ness Monsters |  |

| 24 maggio 1987 | Capital Clansmen | 6 – 22 | Strathmore Scorpions |  |

#### 6ª giornata
| 31 maggio 1987 | Capital Clansmen | 22 – 22 | Barrhead Redhawks |  |

| 31 maggio 1987 | Fife 49ers | 68 – 30 | Ness Monsters |  |

#### 7ª giornata
| 7 giugno 1987 | Capital Clansmen | 12 – 36 | Dundee Whalers |  |

#### 8ª giornata
| 14 giugno 1987 | Barrhead Redhawks | 0 – 24 | Fife 49ers |  |

| 14 giugno 1987 | Ness Monsters | 22 – 32 | Strathmore Scorpions |  |

#### 9ª giornata
| 21 giugno 1987 | Dundee Whalers | 56 – 13 | Barrhead Redhawks |  |

| 21 giugno 1987 | Capital Clansmen | 30 – 32 | Ness Monsters |  |

| 21 giugno 1987 | Fife 49ers | 20 – 16 | Strathmore Scorpions |  |

#### 10ª giornata
| 28 giugno 1987 | Dundee Whalers | - – - | Capital Clansmen |  |

#### 11ª giornata
| 5 luglio 1987 | Barrhead Redhawks | - – - | Capital Clansmen |  |

| 5 luglio 1987 | Dundee Whalers | 26 – 0 | Strathmore Scorpions |  |

#### 12ª giornata
| 12 luglio 1987 | Strathmore Scorpions | 22 – 6 | Barrhead Redhawks |  |

| 12 luglio 1987 | Ness Monsters | 24 – 52 | Dundee Whalers |  |

| 12 luglio 1987 | Capital Clansmen | 16 – 52 | Fife 49ers |  |

#### 13ª giornata
| 26 luglio 1987 | Dundee Whalers | 70 – 0 | Capital Clansmen |  |

#### 14ª giornata
| 2 agosto 1987 | Strathmore Scorpions | 26 – 0 | Capital Clansmen |  |

| 2 agosto 1987 | Fife 49ers | 12 – 28 | Dundee Whalers |  |

| 2 agosto 1987 | Barrhead Redhawks | 6 – 32 | Ness Monsters |  |

#### 15ª giornata
| 9 agosto 1987 | Ness Monsters | 14 – 0 | Fife 49ers |  |

#### 16ª giornata
| 23 agosto 1987 | Capital Clansmen | 0 – 1 (a tavolino) | Barrhead Redhawks |  |

### Classifica
La classifica della regular season è la seguente:
- PCT = percentuale di vittorie, G = partite giocate, V = partite vinte,  P = partite perse, PF = punti fatti, PS = punti subiti

| Pos. | Squadra              | PCT   | G  | V  | N | P | PF  | PS  |
| ---- | -------------------- | ----- | -- | -- | - | - | --- | --- |
| 1    | Dundee Whalers       | 1.000 | 10 | 10 | 0 | 0 | 453 | 93  |
| 2    | Fife 49ers           | .700  | 10 | 7  | 0 | 3 | 297 | 181 |
| 3    | Strathmore Scorpions | .600  | 10 | 6  | 0 | 4 | 196 | 156 |
| 4    | Ness Monsters        | .500  | 10 | 5  | 0 | 5 | 252 | 268 |
| 5    | Barrhead Redhawks    | .150  | 10 | 1  | 1 | 8 | 62  | 325 |
| 6    | Capital Clansmen     | .050  | 10 | 0  | 1 | 9 | 100 | 337 |

## Verdetti
- Dundee Whalers vincitori della Thistle League 1987